# Il giardino dei Finzi-Contini (film)
Il giardino dei Finzi-Contini is een Italiaanse dramafilm uit 1970 onder regie van Vittorio De Sica. De film is gebaseerd op de gelijknamige roman uit 1962 van de Italiaanse auteur Giorgio Bassani. De Sica won met deze film de Oscar voor beste anderstalige film en de Gouden Beer op het Filmfestival van Berlijn.

## Verhaal
Een Joodse patriciërsfamilie leeft eind jaren '30 op een landgoed in Italië. Ze interesseren zich niet voor de politieke ontwikkelingen in Europa. Als de plaatselijke tennisclub in 1938 onder druk van de fascistische rassenwetten joden begint te weren, besluiten de Finzi-Contini's hun privé-baan ook voor anderen in het stadje open te stellen. De Joodse Giorgio is verliefd op Micòl Finzi-Contini, de aantrekkelijke dochter des huizes. Zo wordt hij getuige van de onafwendbare val van de familie Finzi-Contini.

## Rolverdeling
| Acteur                                 | Personage                                   |
| -------------------------------------- | ------------------------------------------- |
| Lino Capolicchio / Alessandro D'Alatri | Giorgio / jonge Giorgio                     |
| Dominique Sanda / Cinzia Bruno         | Micòl Finzi-Contini / jonge Micòl           |
| Fabio Testi                            | Bruno Malnate                               |
| Romolo Valli                           | Beniamino, vader van Giorgio                |
| Helmut Berger                          | Alberto Finzi-Contini                       |
| Camillo Cesarei                        | Ermanno Finzi-Contini, vader van Micòl      |
| Inna Alexeievna                        | Regina Finzi-Contini, grootmoeder van Micòl |
| Katia Morisani                         | Olga Finzi-Contini, moeder van Micòl        |
| Barbara Pilavin                        | Moeder van Giorgio                          |
| Ettore Geri                            | Perotti                                     |
| Raffaele Curi                          | Ernesto                                     |
| Giampaolo Duregon                      | Bruno                                       |
| Marcella Gentile                       | Fanny                                       |
| Franco Nebbia                          | Professor De Marchis                        |